# Musea

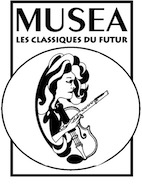

Musea — французький некомерційний лейбл звукозапису, присвячений просуванню прогресивного року (і джаз-року). Він був заснований в 1984 Bernard Gueffier і Francis Grosse, разом з невеликою групою друзів — Daniel Adt, Alain Juliac, Alain Robert, Thierry Sportouche, Jean-Claude Granjeon, Pascal Ferry, Thierry Moreau and François Arnold. Діяльність Musea можна розбити на три основні сектори:
- Виробництво: Musea Records та пов'язані з нею лейбли (Musea Parallèle, Gazul, Brennus, Thundering, Angular, Ethnea, Dreaming, Great Winds, Rebel Music, Musiphyle, Blind Bee, Bluesy Mind and Brennus Thundering International) опублікували близько 750 дисків на сьогодні, третина з них це перевидання. Митці, продукцію яких опублікувала Musea прибули з Франції та інших країнах по всьому світу. Серед них: Acintya, Ange, Anglagard, Arachnoïd, Asia minor, Atoll, Brand X, Cafeïne, Carpe Diem, The Flower Kings, Focus, Kaipa, Mirage, Mona Lisa, Pentacle, Pulsar, Rick Wakeman, Sandrose, Sarcasme, Shingetsu, Trace та інші.
- Поширення музики на території Франції: Musea є офіційним дистриб'ютором численних французьких і зарубіжних лейблів, представляючи їх ексклюзивно у великих магазинах Франції (FNAC, Virgin Mégastore, Gibert Joseph, Hypermédia…) а також у незалежних музичних магазинах. Найпрестижніших звукозаписних компаній включають в себе: Discipline Global Mobile (King Crimson), Classic Rock Legends (Uriah Heep, Van der Graaf Generator, Genesis …), Camel Productions (Camel), Camino Records (Стів Гаккетт), Static Music (Peter Hammill), Toff Records (Pendragon), Verglas Music (Arena), Giant Electric Pea (IQ, Spock's Beard, Threshold), Snapper Music (Ozric Tentacles, Porcupine Tree, Gong), Voiceprint (Bill Bruford, Fish, Soft Machine), Buckyball Records (Brand X), Cleopatra (Yes, Deep Purple, Hawkwind), Eclectic Discs (Caravan, Nektar).

3. Інтернет-магазин: каталог Musea складається з більш ніж 10 000 назв.